# پیگی‌بک (ترانه)
«پیگی‌بک» یا «به‌دوش کشیدن» (به انگلیسی: Piggyback) ترانه‌ای از خواننده-ترانه‌پرداز آمریکایی ملانی مارتینز می‌باشد. مارتینز این ترانه را به‌طور مستقل در ۲۲ دسامبر سال ۲۰۱۷ در پاسخ به اتهامات تیموتی هلر که با مارتینز سابقهٔ دوستی داشته و در توئیتر مارتینز را به آزار جنسی و تجاوز متهم کرده بود، در حساب ساوندکلاود خود منتشر کرده‌است.